# Крушельницький Тарас Антонович
Тарас Антонович Крушельницький (псевд.: Чача; 14 березня 1908 — 17 грудня 1934) — український письменник, перекладач, член Пласту. Жертва сталінського терору.

## Життєпис
Тарас Крушельницький народився 14 березня 1908 року в Коломиї в родині знаного літератора Антона Крушельницького і його дружини Марії.
Здобув освіту філолога-германіста, перекладав (приватно) іноземних авторів, написав кілька власних творів.
1928 р. Тарас Крушельницький узяв участь у святкуванні 10-річчя ЗУНР на Святоюрській горі у Львові. Святкування супроводжувалося сутичками з поліцією. За участь в антиурядових виступах Тарас засуджений до трьох років позбавлення волі. Покарання відбував у львівських «Бригідках», дрогобицькій і золочівській тюрмах. 8 травня 1934 р. родина Крушельницьких виїхала на постійне місце проживання до Харкова. Тарас Крушельницький із дружиною Стефою, яка закінчувала студіювати географію в Яґеллонському університеті, прибули до Харкова в липні того ж року.
5 листопада 1934 р. Крушельницьких заарештували. 15 грудня 1934 р. виїзна сесія Військової колегії Верховного Суду СРСР у Києві визнала Тараса та його брата Івана винними в підготовці терористичних актів. Обох розстріляли відразу (17 грудня 1934 р.), решта членів родини Антона Крушельницького загинула в концтаборах, окрім Лариси Крушельницької та дружини Тараса Стефи, яка уникнула арешту, і їхньої доньки Марії. Стефанія Крушельницька повернулася до Львова 1943 р. Дочка Тараса Крушельницького — Крушельницька Марія Тарасівна — заслужена артистка України, професорка кафедри фортепіано Львівської музичної академії ім. М. Лисенка й ексректор цієї академії).

## Діяльність і творчість
Тарас Крушельницький був ентузіастом хорового співу, організовував хорові колективи у Львові, містечках і селах Галичини. Багато перекладав, зокрема англійських і німецьких авторів. Він встиг написати і видати дві книжечки: «На тихих водах» — гумористичні оповідання про подорож пластунів від Жовкви до Луцька влітку 1930 р.; і «Будуємо галицький Пантеон!» — збірник повістей-панфлетів, де об'єктом сатири були М. Рудницький, О. Назарук і Д. Донцов. Пісня «Гей-гу, гей-га — таке то в нас життя» — це пісня третього куреня старших пластунів «Лісові Чорти», створена Тарасом Крушельницьким під час подорож пластунів від Жовкви до Луцька. Як згадував Володимир Янів, Тарас — «інтелігентний, з товариською культурою, мистецьки обдарований, він був неоціненним конферансьє на вечорах чи виконувачем власних куплетів із пластового життя, співаних і до сьогодні».